# Andinsk myrsmyg
Andinsk myrsmyg (Myrmotherula longicauda) är en fågel i familjen myrfåglar inom ordningen tättingar. IUCN kategoriserar arten som livskraftig.
Andinsk myrsmyg delas in i fyra underarter:
- Myrmotherula longicauda soderstromi – förekommer i Andernas östsluttning i södra Colombia och norra Ecuador (Napo)
- Myrmotherula longicauda pseudoaustralis – förekommer Andernas östsluttning i norra Ecuador (Zamora-Chinchipe) och norra Peru (i söder till Pasco)
- Myrmotherula longicauda longicauda – förekommer i centrala Peru (Junín)
- Myrmotherula longicauda australis – förekommer från sydöstra Peru (Cusco, Madre de Dios) till nordvästra Bolivia